# 弗里德里希·迪克尔
弗里德里希·迪克尔（德語：Friedrich Dickel，1913年12月9日—1993年10月23日）是德国政治人物，曾任東德内政部长。

## 生平
1913年12月9日出生在德意志帝國普鲁士的伍珀塔尔。
1931年加入德国共产党。陆军一级上将军衔。他曾与埃里希·梅尔克等人参加西班牙内战的国际纵队。在納粹德國时期，他搬到了苏联。1946年返回東德。随后，他成为德国统一社会党中央委员会成员，曾在东柏林担任警察局局长。
他于1963年11月14日取代卡尔·马龙，成为内政部长。任职期间，他也负责领导人民警察。1989年11月18日结束任期。他的继任者是洛塔尔·阿伦特。1989年12月离开政界。
1993年10月23日在柏林去世，享年79岁。

## 荣誉
东德
- 德意志民主共和国英雄称号（两次：1975年，1983年）
- 卡尔·马克思勋章（三枚：1973年，1983年，1985年）
- 其他勋章

苏联
- 列宁勋章（两枚：1983年，1985年）
- 十月革命勋章（1975年）
- 红旗勋章（1980年）
- 一级卫国战争勋章（1970年）
- 各民族人民友谊勋章（1988年）

其他国家
- 友谊勋章（捷克斯洛伐克社会主义共和国，1988年11月10日）[11]。